# Radio-televizija Bosne i Hercegovine
A Radio-televizija Bosne i Hercegovine (em português: Radiotelevisão da Bósnia e Herzegovina) é uma rede de televisão da Bósnia e Herzegovina. Transmitiu os Jogos Olímpicos de Verão de 2008 para o país.